# BitComet
BitComet es un software de intercambio de archivos (cliente P2P) gratuito, de fuente cerrada, diseñado para Windows y compatible con el protocolo BitTorrent, uno de los protocolos más populares actualmente. Está programado en lenguaje C++.
Además lleva integrado el motor de Internet Explorer para búsquedas de torrents y una lista de sitios de índices de torrents, habilidad para elegir prioridades en las descargas, previsualización de videos durante la descarga y soporta DHT.

## Polémica
Bitcomet ha sido objeto de polémica debido a varias características, como la capacidad de usar DHT, que le permite encontrar peers para archivos sin necesidad de conectarse a un tracker, lo que permite burlar la protección de los trackers privados, que normalmente solo permiten que los clientes registrados formen parte del enjambre. Debido a esto, los clientes BitComet son baneados en la mayoría de trackers privados.[cita requerida]